# The Awakening (álbum de James Morrison)
The Awakening es el tercer álbum del cantante, compistor y guitarrista inglés James Morrison, fue lanzado el 26 de septiembre de 2011. "I Won't Let You Go" fue el primer sencillo del álbum.

## Información
"The Awakening" es el primer álbum que Morrison publica con Island Records luego de su reciente alejamiento de Polydor, su sello disográfico por seis años. Tres años estuvo creando el álbum, el que está influenciado por la muerte de su padre, como también por sus propios pasos en la paternidad. También se ve reflejada la nueva relación creativa que tiene junto al productor Bernard Butler, quien lo ha hecho avanzar más con el soul clásico pero contemporáneo.

## Composición
Bernard Butler produjo 10 temas del álbum, con Mark Taylor en conjunto los 2 restante. Taylor estuvo en la creación Broken Strings, el sencillo con mayor éxito de Morrison hasta la fecha . Los 2 temas de Taylor fueron los primeros sencillos del nuevo álbum: "I Won't Let You Go" y "Slave To the Music". También colaboran en el álbum los coautores Martin Brammer y Steve Robson, quienes han trabajado con Morrison desde su debut, como también Dan Wilson y Toby Gad. La cantante y compositora Jessie J aparece en el tema "Up".

## Sencillos
- "I Won't Let You Go"  es el primer sencillo lanzado de su álbum. Fue lanzado el 25 de agosto de 2011 en Europa y el 16 de septiembre en el Reino Unido.
- "Slave To the Music"  es el segundo sencillo lanzado del álbum. Fue estrenado como primer sencillo en Holanda y Estados Unidos.
- "Up" junto a Jessie J será el tercer sencillo en el Reino Unido, de acuerdo con su sitio oficial.[5]

## Lista de canciones

### Lanzamiento original
(Confirmado por Digital Spy el 12 de julio de 2011.)

| N.º | Título                      | Duración |  |
| 1.  | «In My Dreams»              | 4:44     |  |
| 2.  | «6 Weeks»                   | 3:13     |  |
| 3.  | «I Won't Let You Go»        | 3:49     |  |
| 4.  | «Up» (con Jessie J)         | 3:38     |  |
| 5.  | «Slave To The Music»        | 3:23     |  |
| 6.  | «Person I Should Have Been» | 3:46     |  |
| 7.  | «Say Something Now»         | 4:01     |  |
| 8.  | «Beautiful Life»            | 2:42     |  |
| 9.  | «Forever»                   | 3:41     |  |
| 10. | «The Awakening»             | 5:10     |  |
| 11. | «Right By Your Side»        | 4:59     |  |
| 12. | «One Life»                  | 3:18     |  |
| 13. | «All Around The World»      | 3:17     |  |